# 新疆生产建设兵团第十师一八二团
新疆生产建设兵团第十师一八二团是中华人民共和国新疆生产建设兵团第十师下辖的一个团。

## 行政区划
新疆生产建设兵团第十师一八二团下辖以下单位：
团部、一连、二连、三连、四连、五连、六连、七连、八连、九连、十连、十一连、十二连、水产队和园林队。